# NuBus

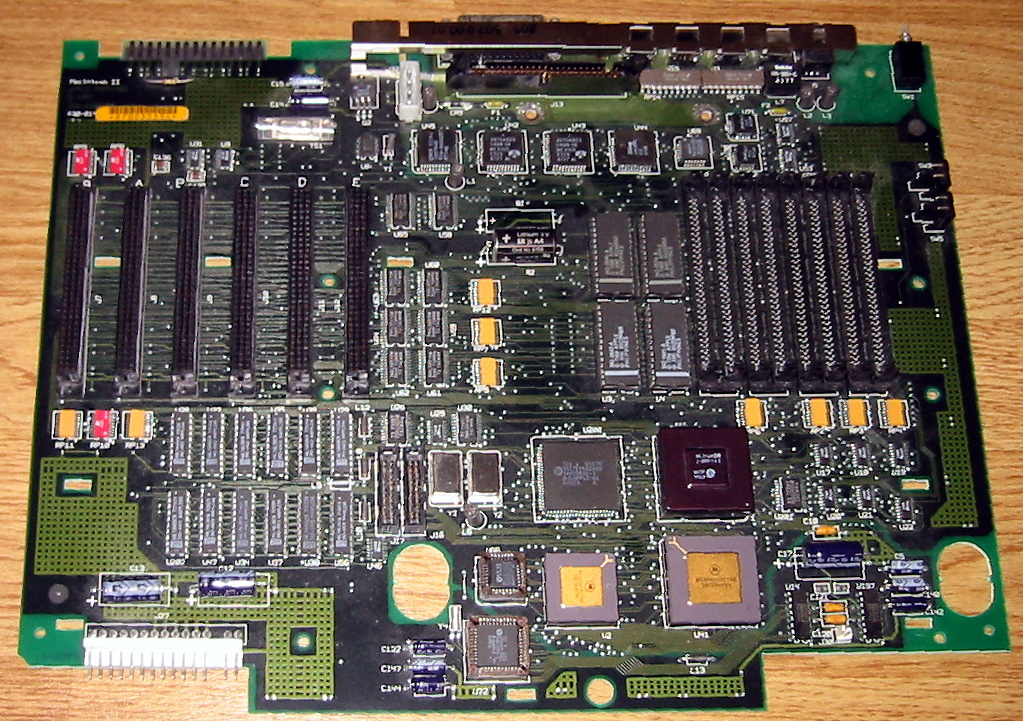
La scheda madre del Macintosh II: a sinistra sono visibili 6 connettori NuBus.

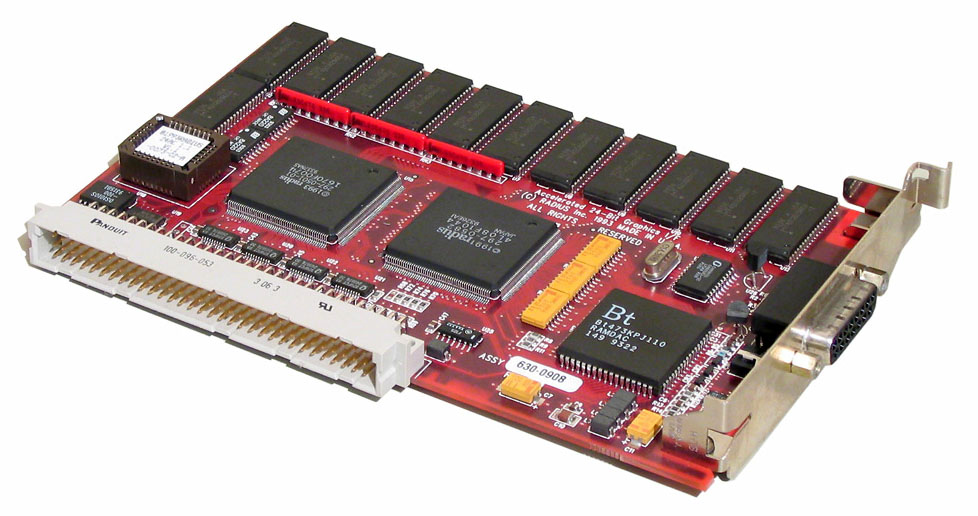
Una scheda grafica NuBus, la Radius PrecisionColor Pro 8/24xj.

Il NuBus è un bus di comunicazione parallelo a 32 bit sviluppato originariamente da Steve Ward al Massachusetts Institute of Technology (MIT) come parte del progetto della workstation NuMachine. e poi divenuto standard nel 1987 come IEEE-1196. La prima implementazione completa del BuBus fu realizzata da Western Digital per la loro NuMachine e da Lisp Machines Inc. per il computer LMI Lambda. Successivamente il bus fu adottato anche da Texas Instruments, NeXT ed Apple, che lo utilizzò sui suoi computer della serie Macintosh II e Quadra.
Il bus non è più usato, rimpiazzato da altre soluzioni quali il PCI.

## Architettura
Fino allo sviluppo del NuBus i computer erano basati su bus di comunicazione che altro non erano se non l'espansione dei piedini del microprocessore verso le periferiche, come il bus S-100. Il NuBus astraeva invece il bus dall'architettura del computer su cui era utilizzato: qualunque scheda NuBus poteva essere utilizzata su qualunque macchina basata sul bus, l'importante era che fosse dotata di un appropriato chip di interfaccia per permettere alle periferiche di I/O di poter accedere al bus stesso. A differenza dei bus esistenti, basati su linee a 8 o 16 bit, il NuBus era stato progettato a 32 bit in modo che fosse già pronto per l'utilizzo sulle macchine che fossero comparse in futuro con questa architettura.
Ogni scheda collegata al bus poteva operare sia come "master" che come "slave": una scheda master era una scheda che poteva occupare il bus per inviavare una richiesta di dati ad una scheda slave. Ogni scheda era identificata sul bus da un numero identificativo detto ID.